# Fotogramas de Plata 1971
El lliurament dels 22è Premis Fotogramas de Plata, corresponents a l'any 1971, lliurats per la revista espanyola especialitzada en cinema Fotogramas, va tenir lloc el febrer de 1972 a la residència de la família Nadal, propietària de la revista, al barri de Pedralbes (Barcelona).

## Candidatures

### Millor intèrpret de cinema espanyol
| Intèrpret               | Pel·lícula                                   | Resultat    |
| ----------------------- | -------------------------------------------- | ----------- |
| José Luis López Vázquez | El bosque del lobo El jardín de las delicias | Guanyador   |
| Carmen Sevilla          | El techo de cristal                          | Segon lloc  |
| Sara Montiel            | Varietés                                     | Tercer lloc |
| Elena María Tejeiro     | Españolas en París                           | Quart lloc  |
| Fernando Rey            | The Light at the Edge of the World           | Cinquè lloc |

### Millor intèrpret de cinema estranger
| Actriu         | Pel·lícula                          | Resultat    |
| -------------- | ----------------------------------- | ----------- |
| Marlon Brando  | Queimada                            | Guanyadora  |
| Annie Girardot | Mourir d'aimer                      | Segon lloc  |
| Jane Fonda     | They Shoot Horses, Don't They?      | Tercer lloc |
| Richard Harris | Cromwell Odi a les entranyes        | Quart lloc  |
| Dustin Hoffman | Petit gran home Els gossos de palla | Cinquè lloc |

### Millor intèrpret de televisió
| Intèrprete            | Sèrie de televisió    | Resultat    |
| --------------------- | --------------------- | ----------- |
| Ana Belén             | Estudio 1             | Guanyadora  |
| Fernando Fernán Gómez | Del dicho al hecho    | Segon lloc  |
| Juan Diego            | Estudio 1             | Tercer lloc |
| José Luis Pellicena   | A través de la niebla | Quart Lloc  |
| José María Rodero     | Teatro de siempre     | Cinquè lloc |

### Millor activitat musical
| Intèrpret           | Resultat    |
| ------------------- | ----------- |
| Mari Trini          | Guanyadora  |
| Joan Manuel Serrat  | Segon lloc  |
| Maria del Mar Bonet | Tercer lloc |
| Raphael             | Quart lloc  |
| Ovidi Montllor      | Cinquè lloc |